# Черен диамант
Черен диамант (Блек Даймънд) е американски сорт слива. Оригиналното название на сорта е Suplumeleven, но на пазара е познат под търговската марка „Черен диамант“ и с това име сортът се разпространява и става известен в Азия и Европа, включително и в България.
Сортът е получен чрез кръстоска между сорта Angelano и неизвестен сорт слива. Разработен е и патентован от американската компания Sun World и въведен на пазара през 1992 г.
Плодовете са много едри (90 – 100 г.), кълбовидни, с твърда, тъмно лилава до черна кожица с восъчен налеп. Плодовото месо е от бледо-жълто или малинено-розово до наситено бургундско-червено, с изключителни аромат, свежест, сочност и сладост. Костилката е много малка и лесно се отделя.
Плодовете узряват през втората десетдневка на август. Дървото има умерен до силен растеж. Цъфти от 1 до 10 април. Опрашител е сорта Блек Стар.
Плодовете са подходящи за прясна консумация, консервиране и преработка. Сорта е много издръжлив на транспортиране. Плодовете се отличават с висока захарност (до 30 % по висока в сравнение със сходни сортове сливи) и високо съдържание на антиоксиданти, поради което сортът е сред най-предпочитаните за прясна консумация от потребителите през последното десетилетие.